# Trójkąt Lubelski

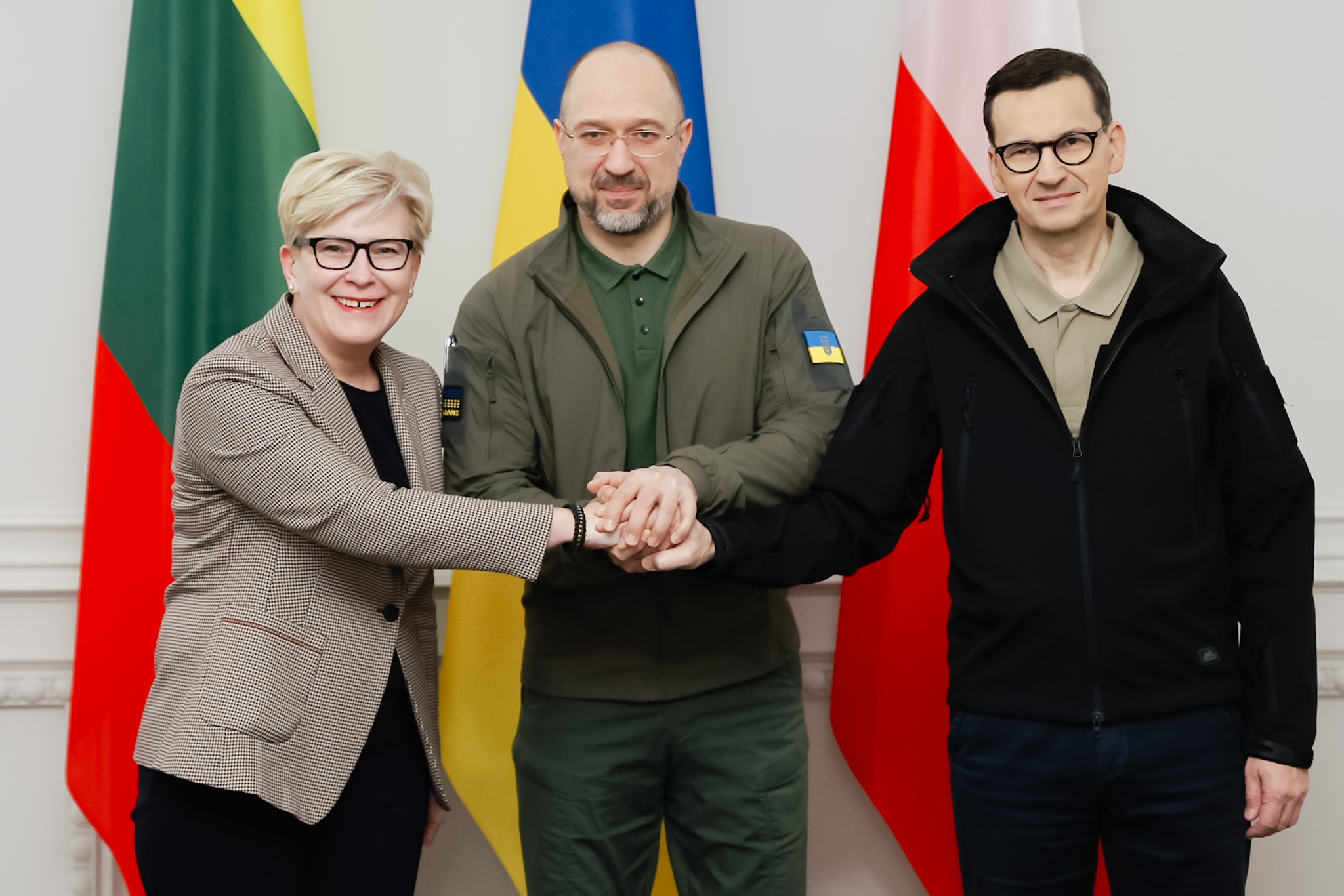
Spotkanie premierów państw Trójkąta Lubelskiego w Kijowie, 2022

Trójkąt Lubelski (lit. Liublino trikampis, ukr. Люблінський трикутник, Liublinskyi trykutnyk; w skrócie L3) – trójstronna regionalna platforma współpracy, utworzona 28 lipca 2020 w Lublinie dla współpracy politycznej, ekonomicznej, kulturalnej i społecznej między trzema państwami europejskimi: Litwą, Polską i Ukrainą. Jej celem jest wzmocnienie dialogu pomiędzy tymi państwami oraz pomoc Ukrainie w odzyskaniu integralności terytorialnej i integracji z Unią Europejską i NATO.

## Cele
Działalność Trójkąta Lubelskiego ma sprowadzać się do organizowania szczytów z udziałem przywódców krajów członkowskich, ministrów spraw zagranicznych oraz wymiany informacji i powołania oficerów łącznikowych w resortach spraw zagranicznych.
Pierwsze takie spotkanie odbyło się 28 lipca 2020 w Lublinie, pomiędzy Linasem Linkevičiusem (Litwa), Jackiem Czaputowiczem (Polska) i Dmytro Kułebą (Ukraina), podczas którego powołano organizację.
Podczas spotkania w Wilnie 7 lipca 2021 szefowie dyplomacji krajów zrzeszonych w L3, Zbigniew Rau (Polska), Gabrielius Landsbergis (Litwa) i Dmytro Kułeba (Ukraina), podpisali Deklarację o wspólnym europejskim dziedzictwie i wspólnych wartościach narodów dawnej Rzeczypospolitej – Korony Królestwa Polskiego i Wielkiego Księstwa Litewskiego. Okazją do przyjęcia dokumentu była 230. rocznica uchwalenia Konstytucji 3 Maja oraz Zaręczenia Wzajemnego Obojga Narodów (20 października) w 1791. Dokument stanowi wyraz historycznych związków trzech państw i narodów, otwartych na przyszłe członkostwo demokratycznej Białorusi. Sygnatariusze przywołują wspólne dziedzictwo krajów regionu Europy środkowo-wschodniej, które odegrało istotną rolę w kształtowaniu historii politycznej, prawnej i kulturalnej starego kontynentu oraz tradycji demokratycznych i wolności obywatelskich w Europie.
Podczas spotkania podpisana została także Mapa Drogowa rozwoju Trójkąta Lubelskiego. Dokument prezentuje główne kierunki współpracy, m.in. prowadzenie trójstronnego dialogu politycznego, wspólne inicjatywy Trójkąta podejmowane wobec partnerów międzynarodowych, działania w obszarze bezpieczeństwa i obrony, bezpieczeństwa zdrowotnego, energetycznego i cyberbezpieczeństwa, aktywność w zakresie wsparcia gospodarczego, kulturalnego i akademickiego oraz działania strategiczne na rzecz zwalczania zagrożeń hybrydowych i dezinformacyjnych.
5 października 2021 w ramach Warsaw Security Forum odbyło się spotkanie ministrów spraw zagranicznych Trójkąta Lubelskiego.
2 grudnia 2021 prezydenci Trójkąta Lubelskiego przeprowadzili pierwsze wspólne rozmowy i przyjęli oświadczenie wzywające społeczność międzynarodową do zaostrzenia sankcji wobec Federacji Rosyjskiej w związku z trwającą agresją na Ukrainę. Szefowie państw zażądali też od Kremla wycofania wojsk rosyjskich z granic Ukrainy i terytoriów czasowo okupowanych. W oświadczeniu prezydenci potwierdzili swoje zaangażowanie we wzmacnianie bezpieczeństwa energetycznego Europy i wyrazili zaniepokojenie projektem Nord Stream 2. Przywódcy zgodzili się współpracować, aby przeciwstawić się rosyjskim próbom monopolizacji europejskiego rynku gazu i wykorzystywania energii jako broni geopolitycznej. Prezydenci wyrazili także wzajemne poparcie w obliczu sztucznie stworzonego przez reżim Łukaszenki kryzysu migracyjnego na granicach UE.